# Storia di Caravaggio
Questa voce raccoglie la storia di Caravaggio dalla sua fondazione a oggi.

## L'incertezza sulla fondazione

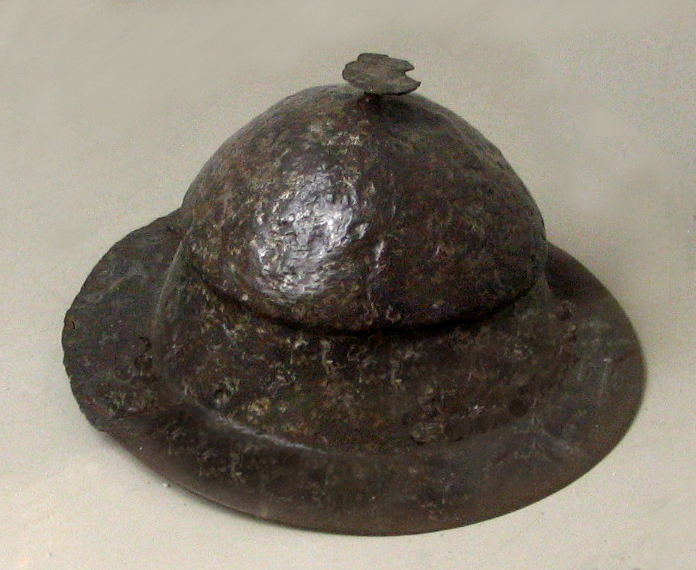
Un umbone longobardo rinvenuto a Fornovo San Giovanni, nelle immediate vicinanze di Caravaggio.

Il nome di Caravaggio appare per la prima volta in un documento del 27 novembre 962: "...in villa que dicitur Caravagio" abita tale Aimone, che il conte Gisalberto II, feudatario della Contea Bergomense che teneva corte di giustizia in veste di rappresentante dell'Imperatore, autorizza formalmente a stare in giudizio.
Non vi sono documenti antecedenti, e sul processo di formazione di Caravaggio manca ogni testimonianza; è tuttavia opinione comune che la sua origine non sembri essere romana, ma sia piuttosto da ricollegarsi alla presenza di un precedente insediamento longobardo.
L'incertezza sull'origine del nome del borgo è accentuata dalle numerose grafie testimoniate: oltre a Caravagium, si segnalano Carvagium, Carvaze, Caraparium, Carapaticum, Caravum, Cararia (una strada romana), Caravadum, Caravallaticum.

## I primi secoli dopo il Mille
Nella seconda metà del X secolo pare che la città fosse sotto l'autorità del conte e del vescovo di Bergamo.
Durante l'XI secolo l'autorità del conte fu soppiantata da quella del vescovo di Cremona, che annetté Caravaggio alla propria diocesi. Attorno al 1146 i vassalli caravaggini del vescovo, che aspiravano ad eliminarne il potere, si resero protagonisti di una rivolta; alleatisi con Crema, a sua volta nemica di Cremona, invasero i vicini territori di Mozzanica e Fornovo ed aprirono così  ostilità che sarebbero durate oltre un decennio. Il comune di Caravaggio nacque forse proprio in questi anni, data l'esigenza dei vassalli di amministrare autonomamente il borgo; nonostante i documenti che riguardano la città continuino ad essere scarsi sino almeno a tutto il XII secolo, il Comune Caravagii, che risulta essere il Comune più antico della Gera d'Adda, è già citato in un documento del 22 novembre 1182.
Quando Federico Barbarossa sconfisse Crema, ad ogni modo i vassalli dovettero sottomettersi nuovamente all'autorità di Cremona.

## La città antica

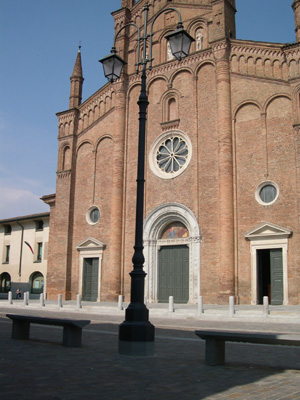
La chiesa parrocchiale di Caravaggio, edificata nel XIII secolo.

Il nucleo più antico della città era caratterizzato da una pianta quadrata; il borgo era circondato da un terrapieno e da un fossato.
All'epoca del primo documento scritto risale forse la prima impalcatura della chiesa parrocchiale, intitolata ai santi Fermo e Rustico, oggi un chiaro esempio di architettura lombardo-gotica. Sempre in questo periodo era già presente, all'estremo nord-occidentale della città, un castello, volto ad agevolare la difesa del borgo dagli attacchi dei Milanesi.
Nel 1186 il Barbarossa, ora alleatosi con Milano, assegnò quasi tutta la Gera d'Adda, Caravaggio compresa, alla communitas mediolanensis. La città non mancò di ribellarsi anche contro le autorità milanesi, sfruttando l'occupazione della Geradadda del 1237 da parte di Federico II, nipote del Barbarossa, in guerra contro Milano. Quando Federico II fu sconfitto a Gorgonzola, nel 1247, i milanesi tornarono e la città fu sottoposta (1251) ad una spedizione punitiva. Con questi eventi aveva avuto inizio una lunga stagione di guerre ed occupazioni fra Milanesi e Veneziani che avrebbero interessato l'intera regione sino al Risorgimento.
Nel frattempo, già agli inizi del XIII secolo Caravaggio era divenuto un borgo di discreta importanza; l'attuale centro storico era protetto da una cinta muraria e da un fossato, attraversato da ponti levatoi in corrispondenza delle quattro entrate di Porta Vicinato, Porta Prata, Porta Folcero e Porta Seriola (corrispondenti ai quattro rioni storici della città).
La signoria della città passò nel 1278 alla famiglia Torriani, e successivamente tornò (circa 1310) a quella dei Visconti. Essi non godevano tuttavia di particolare autorità nella Geradadda; quando il Papa mosse contro di loro una crociata, Caravaggio subì un'occupazione da parte dell'esercito papale (1320).
Nel 1335 Caravaggio venne occupata da Azzone Visconti, che poco prima aveva vinto a Vaprio d'Adda l'esercito della Santa Sede, senza tuttavia aver liberato Caravaggio dalla protezione papale; con lui iniziò il dominio della dinastia viscontea.
Le vicende del borgo, a partire da questo periodo, furono complementari a quelle del casato dei nobili Secco, che per decenni ne furono signori.

## Il tardo Medioevo
Ad un periodo di rivalità interne fra comuni della zona (specialmente fra Caravaggio e Treviglio) seguì il ritorno, entro il volgere di un secolo, alla guerra vera e propria, stavolta con Venezia; nel 1427/1437 Caravaggio venne occupata dalle truppe venete comandate da Francesco Sforza, che, passato alla Repubblica Ambrosiana, la rioccupò per conto dei milanesi sconfiggendo le truppe di Bartolomeo Colleoni nel 1448. Assunta la Signoria di Milano, lo Sforza venne a patti con Venezia e le cedette una nuova volta l'intera Gera d'Adda, che tuttavia tornò sotto Milano nel 1452. Grazie al suo importante castello difensivo, Caravaggio aveva giocato un ruolo di primo piano nella difesa della Geradadda da parte degli attacchi delle varie fazioni nemiche. Particolarmente notevole fu la battaglia di Caravaggio del 1448, combattuta nelle campagne fra il borgo e Fornovo San Giovanni.
Durante questo difficile periodo si segnala, nel 1432, l'apparizione, secondo la tradizione cattolica, di Nostra Signora di Caravaggio, nelle campagne circostanti il borgo. La Madonna pronunciò un messaggio di pace di fronte ad una giovane contadina del posto, Giannetta Varoli, e chiese che fosse portato ai cittadini e alle autorità competenti. Da allora il luogo dell'apparizione fu incessante meta di pellegrinaggi, soprattutto in seguito alla costruzione del Santuario di Caravaggio.
Dopo qualche anno di tranquillità, l'arrivo di Luigi XII, alleato dei veneziani, segnò, con il 1499, la ripresa delle guerre e dei saccheggi, che avrebbero caratterizzato la vita del borgo sino alla fine del XVI secolo.

## Il Rinascimento e il periodo del marchesato

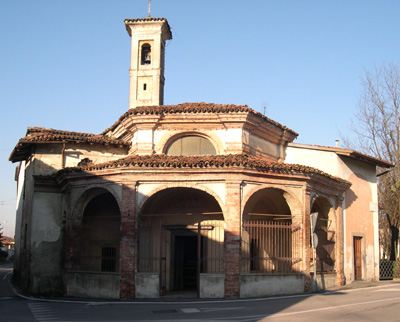
La chiesetta esagonale di santa Liberata.

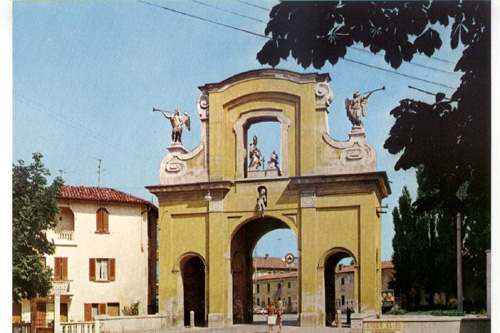
L'Arco di Porta Nuova, del 1709.

Fra il 1509 ed il 1529, nell'ambito del conflitto fra Francia e Spagna, la città venne saccheggiata due volte; nel 1524, in particolare, avvenne un saccheggio ad opera di Giovanni delle Bande Nere.
Nel 1529 Francesco II Sforza, duca di Milano, elevò a marchesato la Geradadda, ponendo la "capitale" a Caravaggio; tale configurazione geopolitica era destinata a durare fino al 1778. Il primo marchese cittadino fu Giovanni Paolo I Sforza, un fratellastro di Francesco, che il 19 maggio 1528 aveva contratto matrimonio con Violante Bentivoglio. Il marchese andò tuttavia incontro ad una morte prematura, lasciando il feudo al figlio Muzio I, ancora infante.
Lo stesso Muzio, appena raggiunta la maggiore età, venne arruolato nell'esercito di Carlo V e perì nella battaglia di Metz; l'amministrazione del marchesato ricadde allora sulle spalle della madre, in attesa che il primo erede in ordine di successione, Francesco I, che allora aveva appena tre anni, raggiungesse la maturità. 
Circa un secolo dopo il saccheggio di Giovanni delle Bande Nere, nel 1629, la città subì la discesa dei Lanzichenecchi, che al saccheggio aggiunsero la peste. La popolazione si ridusse notevolmente: si stima che oltre 3600 caravaggini morirono per la malattia, ed il borgo rimase popolato da poco più di duemila abitanti.
Risalgono a questo periodo numerosi edifici di culto attualmente presenti in città, come la chiesa ed il convento di San Bernardino, la chiesetta bramantesca di Santa Liberata, la chiesa di Sant'Elisabetta con il convento delle Agostiniane, e la chiesa di San Giovanni con il monastero dei Cistercensi. Altre chiese del periodo, come San Carlo, San Defendente, San Valeriano e San Rocco, sono scomparse.
Agli spagnoli subentrarono, nel 1707, gli austriaci; il passaggio di dominazione non diede luogo ad avvenimenti di rilievo. Nessun evento rilevante accadde per tutto il secolo XVIII.
Nel maggio 1796 la Gera d'Adda, e con essa Caravaggio, fu occupata dalle truppe di Napoleone Bonaparte; in seguito alla nuova ripartizione territoriale francese la città abbandonò la provincia di Lodi (in cui era stata collocata dall'Austria) ed entrò a far parte del dipartimento del Serio, con capoluogo Bergamo. Dopo la caduta di Napoleone, ad ogni modo, l'Austria rioccupò la Lombardia.

## L'età moderna e contemporanea
Terminate le guerre risorgimentali, Caravaggio trovò finalmente un periodo di relativa tranquillità. Alla fine del XIX secolo il borgo aveva raggiunto ormai i novemila abitanti, nonostante le condizioni sanitarie generali deficienti per via della diffusa presenza di risaie nelle campagne circostanti. L'uniformità e la scarsità dell'alimentazione erano causa di tubercolosi e pellagra, soprattutto fra operai e contadini in condizioni di inferiorità rispetto alla borghesia possidente. In questo clima sociale ed economico nacquero inevitabilmente i primi contrasti ideologici fra cattolici e liberali.
Ristabilita una certa pace sociale, il XX secolo si aprì con un miglioramento della situazione; l'ammodernamento dell'agricoltura e la scomparsa delle risaie, assieme alla nascita dell'industria, avevano allontanato lo spettro della malaria e aperto nuove occasioni di lavoro. Passata la prima guerra mondiale venne il Fascismo, e con esso il Podestà (dal 1927 al 1942).
Anche nel corso della seconda guerra mondiale Caravaggio offrì alla Patria il suo tributo di sangue; l'ultima vittima del conflitto, oggi simbolicamente ricordata attraverso la dedica di una via diretta al cimitero cittadino, fu una bambina di nome Anna Maria, uccisa il 26 aprile del 1945 nella camera da letto, fra le braccia della madre che la stava svestendo, colpita da un proiettile vagante di una mitragliatrice usata durante uno scontro fra tedeschi e americani in pieno centro.
Nel novembre 2020, durante gli scavi nell'oratorio locale, sono state portate alla luce le mura medievali della città.

## Evoluzione demografica
Abitanti censiti